# Morphosis
Morphosis – szósty album studyjny polskiej grupy deathmetalowej Hate. Wydawnictwo ukazało się 4 lutego 2008 roku nakładem wytwórni muzycznej Listenable Records. W Rosji materiał trafił do sprzedaży nakładem oficyny Irond Records. Nagrania zostały zarejestrowane na przełomie lipca i sierpnia 2007 roku w białostockim Hertz Studio. W ramach promocji albumu do utworu "Threnody" został zrealizowany teledysk w reżyserii Macieja "Dombro" Dąbrowskiego. W październiku 2010 roku nakładem Witching Hour Productions album został wydany na płycie winylowej.

## Lista utworów
Opracowano na podstawie materiału źródłowego.
| Nr | Tytuł utworu                      | Słowa                | Muzyka                                               | Długość |
| -- | --------------------------------- | -------------------- | ---------------------------------------------------- | ------- |
| 1. | „Metamorphosis”                   | utwór instrumentalny | Adam Buszko, Stanisław Malanowicz                    | 0:30    |
| 2. | „Threnody”                        | Adam Buszko          | Adam Buszko, Stanisław Malanowicz                    | 5:53    |
| 3. | „Immum Coeli (Everlasting World)” | Adam Buszko          | Adam Buszko, Stanisław Malanowicz, Konrad Ramotowski | 4:47    |
| 4. | „Catharsis”                       | Adam Buszko          | Adam Buszko, Stanisław Malanowicz                    | 5:31    |
| 5. | „Resurrection Machine”            | Adam Buszko          | Adam Buszko, Stanisław Malanowicz                    | 6:19    |
| 6. | „The Evangelistic Pain”           | Adam Buszko          | Adam Buszko, Stanisław Malanowicz                    | 4:24    |
| 7. | „Omega”                           | Adam Buszko          | Adam Buszko, Stanisław Malanowicz                    | 5:39    |
| 8. | „Erased”                          | Adam Buszko          | Adam Buszko, Stanisław Malanowicz                    | 5:47    |
|    |                                   |                      |                                                      | 38:50   |

## Twórcy
Opracowano na podstawie materiału źródłowego.
Zespół Hate w składzie
- Adam "ATF Sinner" Buszko – wokal, gitara rytmiczna, gitara prowadząca, gitara akustyczna, gitara basowa, syntezatory, mastering
- Konrad "Destroyer" Ramotowski – gitara prowadząca
- Stanisław "Hexen" Malanowicz – perkusja

Dodatkowi muzycy
- Michał Goliasz – wokal wspierający

Produkcja
- Wojciech i Sławomir Wiesławscy – inżynieria dźwięku, miksowanie
- Krzysztof "Kris" Wawrzak – sample, produkcja muzyczna, mastering
- Artur Sochan – zdjęcia
- Sven – oprawa graficzna

## Wydania
| Rok  | Nr katalogowy  | Format                                                 | Wydawca                   | Region  | Źródło |
| ---- | -------------- | ------------------------------------------------------ | ------------------------- | ------- | ------ |
| 2008 | POSH098        | CD, Album                                              | Listenable Records        | Francja | [ 7 ]  |
| 2010 | EVIL 014 LP DH | 12" Gatefold LP 180gr Red Vinyl + Patch + Sticker + A2 | Witching Hour Productions | Polska  | [ 8 ]  |
| 2010 | EVIL 014 LP RV | 12" Gatefold LP 180gr Black Vinyl                      | Witching Hour Productions | Polska  | [ 9 ]  |